# ميتش كونينغهام
ميتش كونينغهام (بالإنجليزية: Mitch Cunningham)‏ هو سائق سباق نيوزيلندي، ولد في 5 سبتمبر 1986 في أوكلاند في نيوزيلندا.

## وصلات خارجية
- ميتش كونينغهام على موقع DriverDB.com (الإنجليزية)